# Boueilh
Pour les articles homonymes, voir Boueilh.
Boueilh est une ancienne commune française du département des Pyrénées-Atlantiques. En 1843, la commune fusionne avec Boueilho et Lasque pour former la nouvelle commune de Boueilh-Boueilho-Lasque.

## Géographie
Le ruisseau, La Brioulette, limite à l’est le village, qui, à l’ouest, plonge brusquement vers les vallées du Gabas et de l’Arriutort. La position élevée de Boueilh, permet d’admirer du haut du clocher terrasse de son église, un panorama de trente kilomètres à la ronde, vers les Landes et les Pyrénées-Atlantiques.

## Toponymie
Le toponyme Boueilh apparaît sous les formes 
Boeil (1681, réformation de Béarn), 
Boeilh (1793 ou an II) et 
Boeilhe (1801, Bulletin des Lois).
Du latin bovillum qui signifie domaine à bœufs.

## Histoire
Paul Raymond note que Boueilh dépendait du Tursan et de la subdélégation de Saint-Sever.
La commune a été formée en 1843 par la réunion des villages de Boueilho et Lasque à Boueilh. Cependant cette union est pour le moins particulière : chaque village ayant gardé longtemps une sorte d’indépendance et des fonctionnements distincts. Chacun possède son église où la messe dominicale est célébrée à tour de rôle.
Le village ne fut rattaché véritablement au Béarn que de 1240 à 1452, date à partir de laquelle il fut annexé au royaume de France. Pointe avancée vers la Chalosse, les échanges se font indifféremment vers les Landes ou le Béarn.

## Démographie
| 1793 | 1800 | 1806 | 1821 | 1831 | 1836 |
| ---- | ---- | ---- | ---- | ---- | ---- |
| 287  | 288  | -    | 342  | 335  | 397  |

## Culture locale et patrimoine

### Patrimoine civil
Le presbytère date de 1843.

### Patrimoine religieux
L'église Saint-Aignan, à Boueilh, date de 1850. Son cimetière est également inscrit à l'inventaire général du patrimoine culturel, tout comme les objets, tableaux, statues et divers mobiliers qu'elle renferme.

## Pour approfondir